# Bataille de Bosso (2015)
Pour les articles homonymes, voir bataille de Bosso.
Insurrection de Boko Haram
La bataille de Bosso a lieu le 6 février 2015 à Bosso, ville du sud du Niger, pendant l'insurrection de Boko Haram. Elle s'achève par une victoire des forces armées tchadiennes et nigériennes, parvenues à repousser les djihadistes.

## Prélude
En février 2015, alors que des combats meurtriers ont lieu à Fotokol et Gamboru, au sud du lac Tchad, d'autres forces se déploient à l'ouest, sur la frontière nigérienne. 4 000 soldats nigériens gardent la frontière tandis que 2 500 militaires tchadiens se positionnent à Bosso, faisant face à la ville nigériane de Malam Fatori, tenue par les djihadistes,. Les militaires français, engagés dans l'opération Barkhane, mettent également en place un détachement de liaison militaire de 15  à   20 hommes à Diffa, et fournissent les forces africaines en carburant et en munitions,,,.

## Déroulement
Pourtant, le 6 février 2015, ce sont les djihadistes qui prennent l'initiative de l'attaque en franchissant la rivière Komadougou Yobé et en assaillant pour la première fois des positions de l'armée nigérienne. Des cellules dormantes infiltrées dans le camp de réfugiés passent également à l'action. Le combat s'engage vers 9 heures du matin (8 heures GMT), les militaires nigériens et tchadiens prennent rapidement l'ascendant et les forces de Boko Haram sont repoussées en fin de matinée. Elles se replient au Nigeria, poursuivies par les militaires qui mènent ensuite de opérations de ratissage jusqu'à la forêt de Gangara,,,.
Rémi Carayol, journaliste à Jeune Afrique, rapporte que les rescapés ont décrit les assaillants comme « ensorcelés », « possédés », « assoiffés de sang » et qu'il pourrait s'agir d'habitants enlevés et drogués par les djihadistes, beaucoup n'étant armés que de couteaux, de flèches ou de pierres. Jean-Louis Le Touzet, envoyé spécial de Libération, indique également que d'après deux sources sécuritaires, dont une non-nigérienne, Boko Haram a engagé sa chair à canon lors de l'assaut ; des combattants « sous-équipés, maigres, pas plus de 15 ans, une arme pour trois et visiblement affamés, les corps recouverts de gris-gris ». Les soldats nigériens, inexpérimentés, paniquent et ce sont les Tchadiens qui fauchent les assaillants « à la mitrailleuse lourde et à coup de canons à recul ».
Plus à l'ouest, une autre attaque vise Diffa dans la même journée, un ou plusieurs obus sont tirés sur la ville. Les Nigériens répliquent et certains soldats traversent la frontière. Les pièces lourdes de Boko Haram sont détruites et les djihadistes abandonnent un village et la petite ville de Damasak,,.
Dans les jours qui suivent, la ville de Bosso est abandonnée par ses habitants, effrayés par les attaques de Boko Haram.
Le 8 février, une nouvelle escarmouche éclate près de Bosso, deux Tchadiens sont blessés et 10 djihadistes tués. Dans les jours qui suivent, des échanges de tirs ponctuels continuent d'opposer les Tchadiens et les djihadistes postés à Malam Fatori.

## Pertes

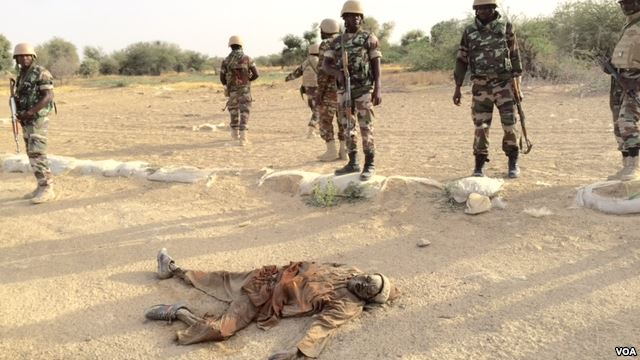
Militaires nigériens autour du cadavre présumé d'un combattant de Boko Haram en mars 2015.

Le soir du combat, Mahamadou Karidjo, ministre nigérien de la Défense, déclare que le bilan humain est de 4 morts, 17 blessés et 2 disparus pour les forces nigériennes contre 109 tués du côté des djihadistes. Un civil est également mort au cours des affrontements,. Selon RFI, après les combats « au Nigeria, plusieurs dizaines de cadavres d’éléments de Boko Haram étaient visibles ». Le 9 février, un général tchadien déclare que 200 cadavres de djihadistes en décomposition sont visibles dans les vallées de Bosso et Mamouri. Les corps des djihadistes restent abandonnés pendant plusieurs jours. Par crainte des épidémies de choléra, ils sont ensevelis dans des fosses communes, certains sont jetés dans la rivière,. Le 20 février, le colonel Azem Bermandoa, porte-parole de l’armée tchadienne, déclare à RFI que plus de 400 corps ont été enterrés,.
Le général Daoud Yaya, commandant des forces tchadiennes à Bosso, est blessé lors du combat. Un combattant de Boko Haram aurait fait semblant d'être tué avant d'ouvrir le feu et de blesser le général au ventre,.
Par ailleurs, la police nigérienne affirme dans un communiqué que l'ensemble des affrontements livrés entre le 6 février et le 8 mars ont fait 24 tués et 38 blessés du côté des militaires et des policiers nigériens, contre 513 morts pour Boko Haram, dont 292 sont enterrés à Bosso,. En avril 2015, le colonel nigérien Moussa Salaou Barmou, chef de l'opération « Maï Dounama » évoque un bilan de 8 militaires nigériens et au moins 292 djihadistes tués pour cette bataille. Au moins une vingtaine d'indicateurs présumés de Boko Haram sont arrêtés à la suite de l'attaque.

### Vidéographie
- [vidéo] Exclusif : Retour à Bosso, dévastée par Boko Haram - "C'était un vrai carnage", France 24, 18 février 2015.